# Pteroxena papillifera
Pteroxena papillifera är en kräftdjursart som beskrevs av Jan Hendrik Stock och van der Spoel 1976. Pteroxena papillifera ingår i släktet Pteroxena, klassen Maxillopoda, fylumet leddjur och riket djur. Inga underarter finns listade i Catalogue of Life.